# 220 до н. е.

## Події
- Ганнібал Барка біля річки Тагус розбив об'єднані сили лузітанських племен — олкадів, ваккеїв та карпетан. Після цього практично уся Лузітанія підкорилася карфагенянам.
- До влади в Понтійському царстві приходить Мітрідат III
- Почалася Союзницька війна
- Битва при Кафіях